# Priva curtisiae
Priva curtisiae là một loài thực vật có hoa trong họ Cỏ roi ngựa. Loài này được Kobuski miêu tả khoa học đầu tiên năm 1926.